# ミヤマムラサキ
ミヤマムラサキ（深山紫、学名：Eritrichium nipponicum Makino）は、ムラサキ科ミヤマムラサキ属に分類される小形の多年草の1種。属名の「Eritrichium」は、ギリシャ語で軟毛と毛を意味し、種小名の「nipponicum」は日本本州を意味する。和名は、深山に生育し、薄青紫色の花を付けることに由来する。

## 特徴
高さ5-12 cm、茎は初め横に這い、中部から斜めに立ち上がる。茎と葉に白い剛毛が密生し、長さはふぞろいですべて上向き。太い地下茎の先に、根生葉は長さ1-6 cm、幅2-6 mmの線状披針形、ロゼット状で質がかたい。茎葉は数個、長さ1-2.5 cm、幅3-5 mm、鈍頭、全縁、基部は鋭形で葉柄は無く、10個ほどが互生する。花は薄青紫色で短く、数本の花茎を出し先端に複総状に次々に付け、小花柄は長さ7-12 mm。花冠は直径8-10 mm、さら形で、深く5裂して平らに開き、裂片は広い楕円形で円頭、筒部は短く、喉部に黄色の鱗片がある。付属体は先がへこみ、下部で黄色く膨らむ。雄蕊は5個、短く花筒の中にある。雌蕊は1個。萼片は緑色で深く5裂し、裂片は狭い楕円形、鈍頭で細かい毛が付き、苞は広い線形で長さ3-7 mm。花期は7-8月。花序や花柄は花が終わると伸びる。果実は長さ約1.5 mm、4分果で、斜めに果托に付き、縁に1列のカギ状のとげがあり背面に細毛がある。

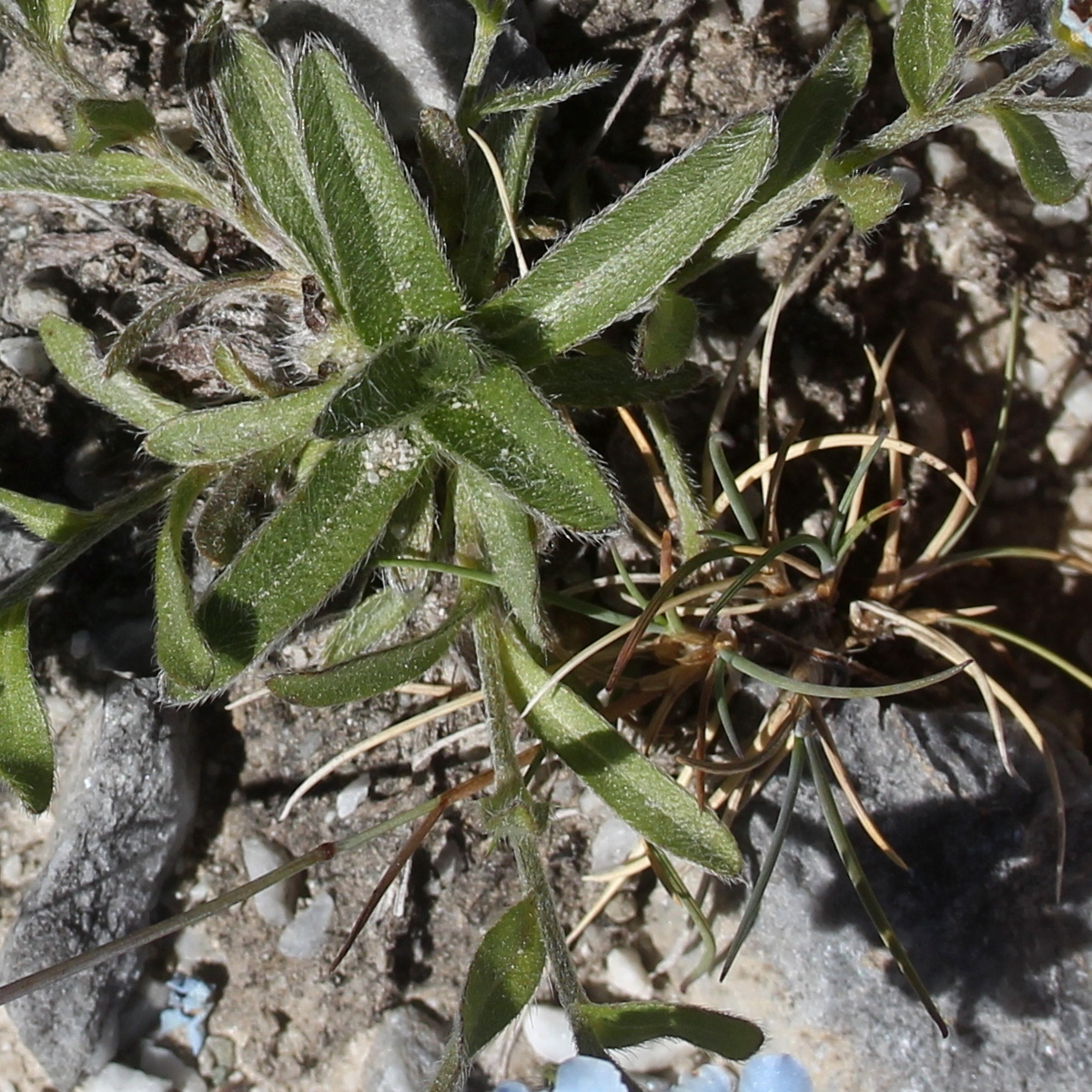
ロゼット状の根生葉、茎葉は互生する 茎と葉に白い剛毛が密生する
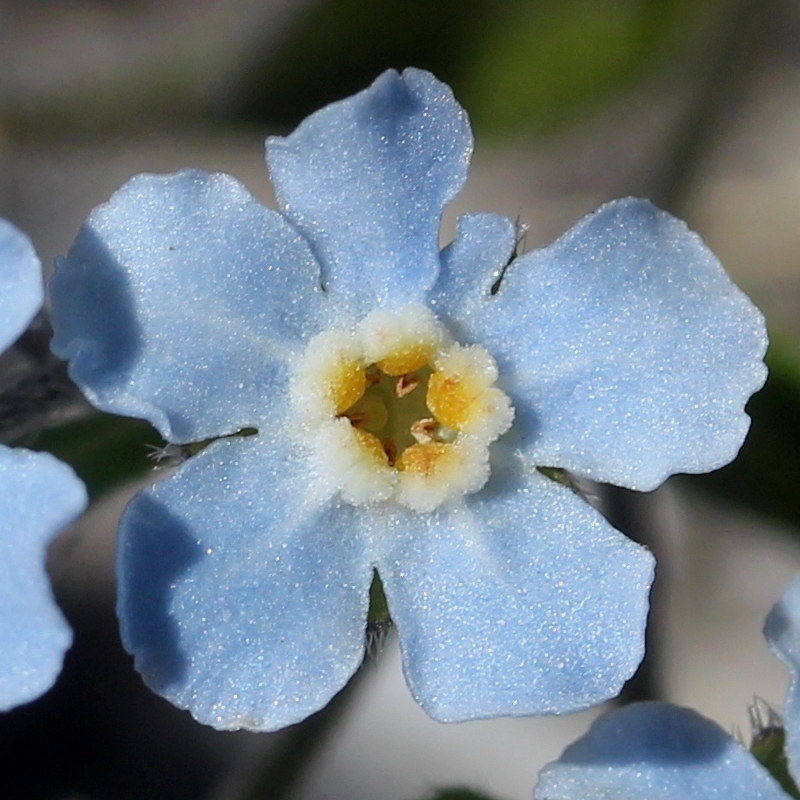
花冠は深く5裂する

変種のエゾルリムラサキ（蝦夷瑠璃紫、学名：Eritrichium nipponicum Makino var. albiflorum Koidz. f. yesoense H.Hara）は、全体に大きく、剛毛がはより太く長く、さらに質がかたい。ミヤマムラサキよりも花の色が濃い。白色の花を付ける品種のシロバナエゾルリムラサキ（白花蝦夷瑠璃紫、学名：Eritrichium nipponicum Makino var. albiflorum Koidz. f. albiflorum (Koidz.)がある。

## 分布と生育環境

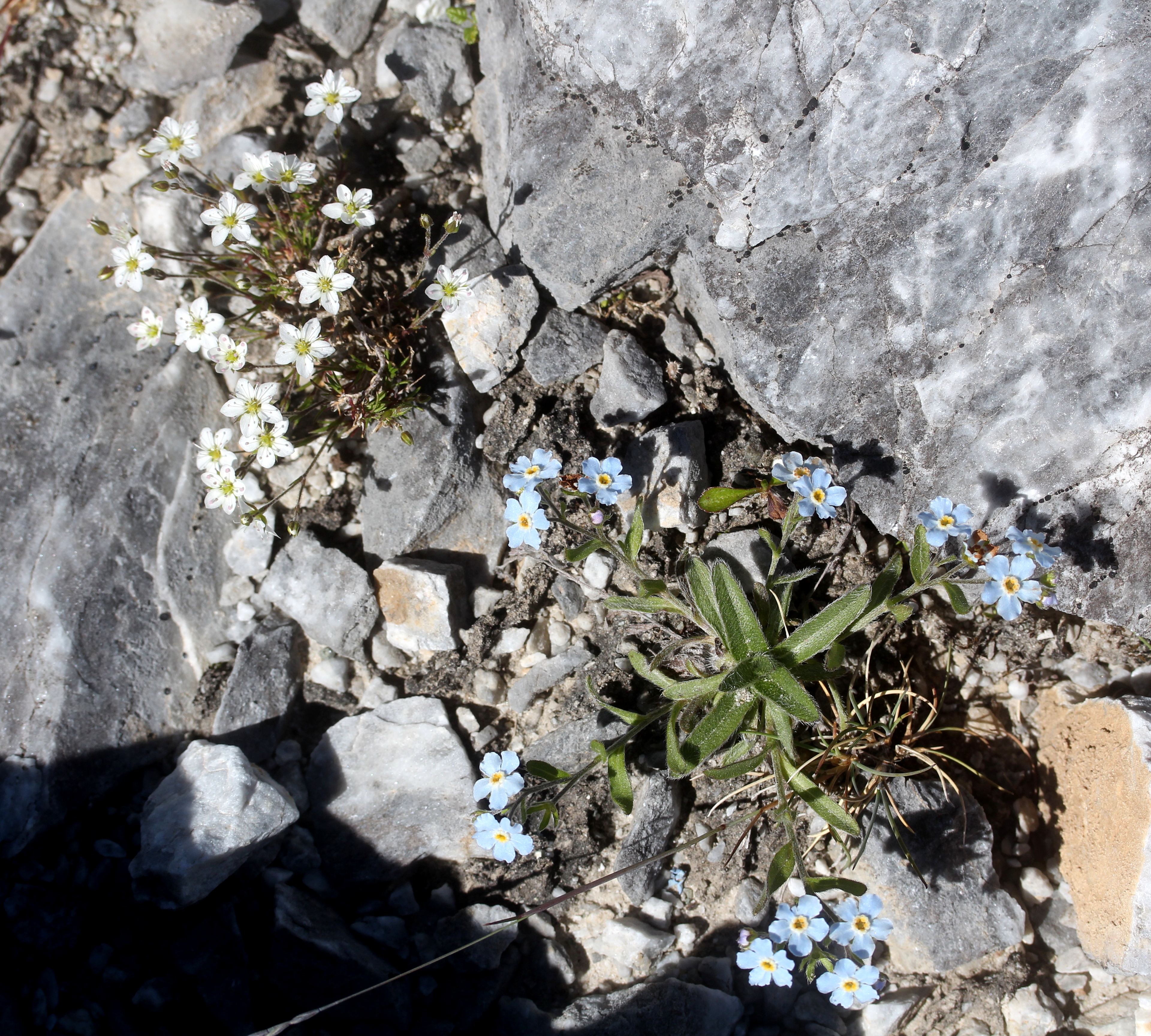
日当たりのよい高山帯の岩場にホソバツメクサと共に生育するミヤマムラサキ

基本変種は日本の本州中部地方（谷川連峰、戸隠山、美ヶ原、飛騨山脈北部、両白山地、赤石山脈）に分布する。基準標本は戸隠山のもの。ミヤマムラサキ属はユーラシア大陸に約30種が分布しているが、日本には本種のみが分布する。
変種のエゾルリムラサキは、ロシアのサハリンと日本の北海道（礼文島、北見山地、夕張山地、日高山脈）、本州（秋田県）に分布する。エゾルリムラサキの基準標本はアポイ岳のもの。
亜高山帯から高山帯にかけての日当たりのよい岩場や砂礫地に生育する。白馬岳周辺では、主に蛇紋岩地に生育しているとする調査結果がある。チシマギキョウと同じ場所に生育することがある。

## 種の保全状況評価
日本では以下の都道府県で、レッドリストの指定を受けている。
- 絶滅危惧IA類 - 山梨県では生育域が局在し個体数が少なく極稀れで、自然遷移による絶滅が危惧されている[15]。
- 絶滅危惧I類 - 石川県[12]、福井県では1地区のみで生育が確認されている希少種[16]。
- 絶滅危惧IB類 - 群馬県[17]では5地点で分布が確認されていて分布域は局所的[18]。
- 地域個体群 - 新潟県[19]

変種のエゾルリムラサキが、環境省によるレッドリストで絶滅危惧ＩＡ類、北海道では絶滅危惧種、秋田県では絶滅危惧ＩＡ類の指定を受けている。
絶滅危惧IA類 (CR)（環境省レッドリスト）